# Henryk Kamiński (1854–1930)

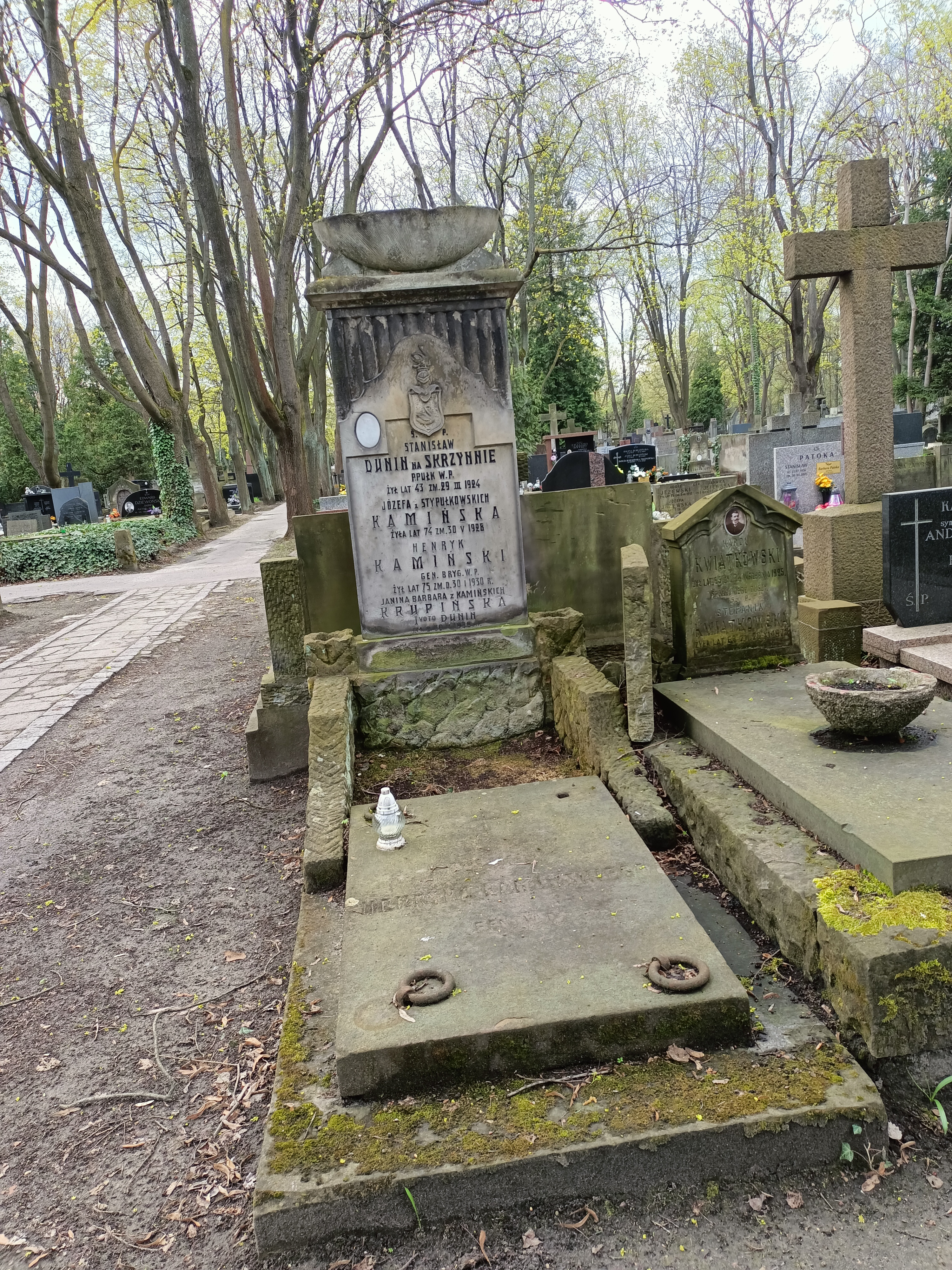
Grób Henryka Kamińskiego na Cmentarzu Powązkowskim w Warszawie

Henryk Kamiński (ur. 11 listopada 1854 w Wolborzu, zm. 30 stycznia 1930 w Warszawie) – generał brygady Wojska Polskiego.

## Życiorys
Urodził się 11 listopada 1854 roku w Wolborzu, w ówczesnym powiecie piotrkowskim guberni piotrkowskiej, w ziemiańskiej rodzinie Antoniego i Barbardy z Wójcikiewiczów. Ukończył gimnazjum w Piotrkowie Trybunalskim. Następnie studiował na Wydziale Matematycznym Uniwersytetu Warszawskiego, gdzie ukończył dwa semestry. 
Później kształcił się m.in. w Szkole Junkrów w Warszawie. 14 stycznia 1876, po ukończeniu szkoły został mianowany chorążym i wcielony do 40 koływańskiego pułku piechoty. Wziął udział w wojnie rosyjsko-japońskiej. Za walkę w bitwie pod Laojan (1904) i bitwie pod Mukdenem (1905) został odznaczony orderami Świętej Anny i Świętego Stanisława 2 stopnia z mieczami.
12 grudnia 1912 został przeniesiony w stan spoczynku. 12 sierpnia 1914 został powołany do służby czynnej, a 8 października tego roku mianowany dowódcą 48 batalionu taborów. W czasie służby awansował na kolne stopnie: podporucznika (9 stycznia 1878), porucznika (30 października 1879), sztabskapitana (6 maja 1888), kapitana (27 czerwca 1895), podpułkownika (10 lutego 1901) i pułkownika (11 listopada 1912).
Od 17 października 1918 roku zasiadał w komisji opracowującej ustawę o powszechnej służbie wojskowej. 12 grudnia 1918 roku został przeniesiony do rezerwy. 23 maja 1919 roku został przydzielony do Sekcji Poboru i Uzupełnień Departamentu I Mobilizacyjno-Organizacyjnego Ministerstwa Spraw Wojskowych w Warszawie. 15 sierpnia tego roku został przyjęty do Wojska Polskiego z zatwierdzeniem posiadanego stopnia pułkownika, zaliczony do 1 Rezerwy armii i powołany do czynnej służby wojskowej na czas wojny. Pod koniec czerwca 1919 roku przeniesiony na stanowisko komendanta Powiatowej Komendy Uzupełnień 3 Pułku Piechoty Legionów w Radomiu. 22 maja 1920 został zatwierdzony z dniem 1 kwietnia 1920 w stopniu pułkownika piechoty, w grupie oficerów byłych Korpusów Wschodnich i byłej armii rosyjskiej. 21 grudnia 1920 został przeniesiony do rezerwy oficerów i urzędników przy Sekcji Poboru i Uzupełnień MSWojsk. i odkomenderowany do Wydziału Vb Sztabu Dowództwa Okręgu Generalnego Warszawa na stanowisko przewodniczącego komisji stałej. Z dniem 1 maja 1921 został przeniesiony w stan spoczynku, w stopniu pułkownika piechoty, z prawem noszenia munduru. 26 października 1923 Prezydent RP Stanisław Wojciechowski zatwierdził go w stopniu generała brygady. Mieszkał w Warszawie przy ul. Marszałkowskiej 60 m. 5, a następnie przy ul. Siennej 45 m. 12. Zmarł 30 stycznia 1930 roku w Warszawie. Pochowany na Starych Powązkach w Warszawie (kwatera 222-3-32).
30 października 1880 w kościele św. Aleksandra w Warszawie ożenił się z Józefą Edmundą Joanną Stypułkowską (1854–1928), z którą miał córkę Janinę Barbarę (ur. 29 sierpnia 1881, zm. 30 maja 1939) i syna Stefana (ur. 14 lutego 1883). Pierwszym mężem Janiny Barbary Kamińskiej był Stanisław Dunin na Skrzynnie (ur. 18 kwietnia 1880, zm. 29 marca 1924), podpułkownik piechoty Wojska Polskiego. Po drugim mężu przyjęła nazwisko Krupińska.

## Ordery i odznaczenia
- Order Świętego Włodzimierza 3 stopnia[17] – 18 października 1915[18]
- Order Świętego Włodzimierza 4 stopnia – 1906[17]
- Order Świętej Anny 2 stopnia z mieczami – 1906[17]
- Order Świętego Stanisława 2 stopnia z mieczami – 1906[17]
- Order Świętej Anny 3 stopnia – 1898[17]
- Order Świętego Stanisława 3 stopnia – 1887[17]